# Infineon Technologies
Infineon Technologies AG - найбільший виробник напівпровідників у Німеччині. Компанія була виділена з Siemens AG у 1999 році. Infineon налічувала близько 58 600 співробітників у 2023 році і є одним з десяти найбільших виробників напівпровідників у світі. . У 2023 році компанія досягла обсягу продажів у розмірі €16.309 млрд.
Головний офіс — у Нойбібергу, південно-східному передмісті Мюнхена.
Раніше компанія була підрозділом Siemens AG Semiconductor Group. В результаті реформування компанії Siemens AG в 1997—2001 відбулося виділення Siemens Semiconductors (HL) в окрему компанію Infineon Technologies AG, однак тісні зв'язки між компаніями зберігаються досі.

## Придбання і продаж бізнесу

### Qimonda
1 травня 2006 підрозділ DRAM пам'яті від Infineon (Memory Products division) був виділений в окрему компанію під назвою Qimonda AG, яка налічувала близько 13 500 співробітників по всьому світу. У 2009-му Qimonda котирувалася Нью-Йоркській фондовій біржі, але того ж року подала заяву про банкрутство.